# 547e division de grenadiers
La 547e division de grenadiers (en allemand : 547. Grenadier-Division) (ou 547. GD) est une des divisions d'infanterie de l'armée allemande (Wehrmacht) durant la Seconde Guerre mondiale.

## Historique
La 547e division de grenadiers est formée le 11 juillet 1944 comme Sperr-Division 547 dans le Wehrkreis V en tant qu'élément de la 29. Welle (29e vague de mobilisation).
Elle est affectée en Lituanie dans le XXVII. Armeekorps de la 4. Armee au sein de l'Heeresgruppe Mitte.
Elle est renommée 547. Volks-Grenadier-Division le 9 octobre 1944.

## Organisation

### Commandants
| Date                             | Grade                    | Commandant        |
| -------------------------------- | ------------------------ | ----------------- |
| 13 juillet 1944 - 9 octobre 1944 | Generalmajor der Reserve | Dr. Ernst Meiners |

## Théâtres d'opérations
- Front de l'Est, secteur Centre : Juillet 1944 - Octobre 1944

## Ordre de bataille
- Grenadier-Regiment 1091
- Grenadier-Regiment 1092
- Grenadier-Regiment 1093
- Artillerie-Regiment 1547
  - I. Abteilung
  - II. Abteilung
  - III. Abteilung
  - IV. Abteilung
- Füsilier-Kompanie 547
- Kommandeur der Divisions-Nachschubtruppen 1547